# Kanton Château-Thierry
Kanton Château-Thierry (fr. Canton de Château-Thierry) je francouzský kanton v departementu Aisne v regionu Hauts-de-France. Tvoří ho 21 obcí.

## Obce kantonu
od roku 2015:
| - Belleau - Bézu-Saint-Germain - Blesmes - Bouresches - Brasles - Brécy - Château-Thierry - Coincy - Chierry - Épaux-Bézu - Épieds | - Étampes-sur-Marne - Étrépilly - Fossoy - Gland - Grisolles - Mont-Saint-Père - Nesles-la-Montagne - Rocourt-Saint-Martin - Verdilly - Villeneuve-sur-Fère |

před rokem 2015:
| - Azy-sur-Marne - Belleau - Bézu-Saint-Germain - Blesmes - Bonneil - Bouresches - Brasles - Château-Thierry - Chierry - Épaux-Bézu - Épieds | - Essômes-sur-Marne - Étampes-sur-Marne - Étrépilly - Fossoy - Gland - Marigny-en-Orxois - Mont-Saint-Père - Nesles-la-Montagne - Nogentel - Verdilly |